# Брочиці
Брочиці (хорв. Bročice) — населений пункт у Хорватії, у Сисацько-Мославинській жупанії у складі міста Новська.

## Населення
Населення за даними перепису 2011 року становило 964 осіб.
Динаміка чисельності населення поселення:

## Клімат
Середня річна температура становить 11,32 °C, середня максимальна – 25,82 °C, а середня мінімальна – -5,50 °C. Середня річна кількість опадів – 928 мм.
| Клімат поселення                              | Клімат поселення | Клімат поселення | Клімат поселення | Клімат поселення | Клімат поселення | Клімат поселення | Клімат поселення | Клімат поселення | Клімат поселення | Клімат поселення | Клімат поселення | Клімат поселення | Клімат поселення |
| Показник                                      | Січ.             | Лют.             | Бер.             | Квіт.            | Трав.            | Черв.            | Лип.             | Серп.            | Вер.             | Жовт.            | Лист.            | Груд.            |                  |
| Середній максимум, °C                         | 7,12             | 9,07             | 13,38            | 17,90            | 22,65            | 25,82            | 24,79            | 23,99            | 20,34            | 15,49            | 9,99             | 5,78             |                  |
| Середня температура, °C                       | 0,81             | 2,74             | 7,06             | 11,60            | 16,32            | 19,52            | 21,02            | 20,21            | 16,58            | 11,70            | 6,20             | 2,02             |                  |
| Середній мінімум, °C                          | −5,5             | −3,57            | 0,74             | 5,28             | 10,02            | 13,19            | 17,26            | 16,44            | 12,80            | 7,96             | 2,48             | −1,76            |                  |
| Норма опадів, мм                              | 59               | 54               | 64               | 77               | 83               | 95               | 85               | 87               | 79               | 84               | 89               | 72               |                  |
| Середньомісячна швидкість вітру, м/с          | 1.66             | 1.90             | 2.28             | 2.20             | 2.00             | 1.81             | 1.80             | 1.61             | 1.60             | 1.66             | 1.70             | 1.70             |                  |
| Середньомісячна сонячна радіація, кДж/м²·день | 4332             | 7129             | 10969            | 15412            | 19672            | 22017            | 22826            | 19990            | 14823            | 9138             | 4845             | 3570             |                  |
| --------------------------------------------- | ---------------- | ---------------- | ---------------- | ---------------- | ---------------- | ---------------- | ---------------- | ---------------- | ---------------- | ---------------- | ---------------- | ---------------- | ---------------- |
| Джерело:                                      |                  |                  |                  |                  |                  |                  |                  |                  |                  |                  |                  |                  |                  |